# ميكائيل جانسون
ميكائيل جانسون هو مصور موضة سويدي، ولد في 15 يوليو 1958 في ستوكهولم في السويد.

## وصلات خارجية
- الموقع الرسمي